# 馬來西亞華人社團
馬來西亞華人社團是指馬來西亞華人民間所組成的非政府組織，簡稱為華團。華團連同華文教育及華文報章合稱為馬來西亞華人社群（簡稱為華社）的三大支柱。估計目前在馬來西亞約有9000個華人社團。依據現有的組織結構和現今的政治格局，華團並不直接參於政治活動；但作為華人社群的代表，華團往往在重大相關課題上試圖影響政府決策。

## 華團的由來
清末民初時期，由於中國內部政局動盪不安，迫使部分當時在中國南方省份的人民遠赴南洋謀生。华人初到侨居地时，基於當時人們的封建社會思想，對於地方以及血緣的凝聚力，促使當時的人民結集成同鄉會館與宗親會館，以便彼此照应。陸續來到的人們為了得到人脈與經濟上的方便，紛紛加入會館尋求協助與庇護。會館提供會員經濟、住宿和謀生技能上的援助，也因此迅速發展。
早期的社团多半为秘密结社组织而成，这些社团負責管理寺庙和义山，为社员举办祭祀活动，同时藉着“国有国法、家有家规”的观念，在不惊动政府的情况下，执行制裁和调解纠纷的工作。社团领导人物透过复杂的关系网络支配社员，社员必须經由领导人物接触外部讯息，也间接地切断社员的自主能力。早期的社團純屬自願組織，但英國殖民政府逐漸加強對社團的管制，1920年代開始，要求社团循合法程序注册成立正式组织，早期的秘密结社则受到司法机构的扫荡，转移到地下活动。
為適應環境變化，並顧及全體華人的具體需要，華人社會在各個不同時期作出相對應的調整，由於社會和經濟發展的多元化以及教育的普及化，又衍生出了工會、商會和校友會、公益组织和宗教团体等不同类型的组织。如今選擇加入社團的會員不再是為了謀生目的，更希望能在文化、鄉誼、商業之間得到進一步的聯繫。
在马来西亚较具规模的华人社团有：华总、商联会和董教总等。

### “华社三大支柱”
自18世纪起至20世纪初华人南來馬來西亞以来，華人認定华人社团、华文教育和华文报刊是传承中华文化並凝聚华人民间力量的重要工具，三者合称为华社三大支柱、华社三大资产或华社三大臂膀。這已是馬來西亞华人社会的普遍共识，并经常由华人各界所引用 （页面存档备份，存于） （页面存档备份，存于）。
马来西亚执政当局长期坚持单一语文和文化的政策 （页面存档备份，存于）。对于中华文化在马来西亚的延续，华人社会普遍上须靠本身的努力。通过马来西亚华人各界的多年努力，马来西亚华人三大支柱也渐渐为海外华人世界重视及报道。由于执政黨认识到三大支柱对华人社会的鉅大影响力，长久以来试图取得华文报章的經營權，以宣扬国家政策。这可从两起政党收购华文报章事件来了解。
1990年代，在執政聯盟國民陣線的成員黨之中，代表马来民族利益的巫统与代表華人的马华公会，分别入主由香港知名作家金庸创办的《新明日报》与《马来亚通报》。然而，这种试图透过强大商业财力来控制华文报章，以便主导华人社会的舆论与走向，並为政党服务的作法，最终因华人社会察覺和排斥而失败。《新明日报》与《马来亚通报》也因此走进历史
 （页面存档备份，存于） （页面存档备份，存于）。
然而，马华公会对90年代《马来亚通报》的失败却仍然不死心，再度于2001年动用馬幣2亿3000万令吉向丰隆集团收购当时销量第二大的《中国报》，以及销量第三大且已创办78年的《南洋商报》。马华公会收购這兩家华文报的消息經证实后，华人社团的反应非常激烈，除了500个华团公开表态反对之外，活跃的评论人及专栏作者也集体停止供稿给《南洋商报》及《中国报》。 （页面存档备份，存于）
自1969年五一三事件后，马来西亚执政党以国家利益為由，压制媒体自由。然而，随着互连网的成长，马来西亚执政当局面臨无法对付自由言论的窘境，就致力丑化互连网的信息。根据当今大马的描述：”不是将冠以外国利益代理的罪名，便是打上破坏族群和谐的标签。这背后其实是简化问题、排外反殖的建国（nation-building）论述，以政府作为民族国家的保护者，以国际社会为外患，以国内异议者为内奸。这种论述乃是所有钳制性媒体法律的自我辩护合理性依据” （页面存档备份，存于）。

## 各籍貫的鄉親會館
七大乡团协调委员会由马来西亚七大會館组成：
- 福建社团联合会（福联会）
- 客家公会联合会（客联会）
- 潮州公会联合会（潮联会）
- 广东会馆联合会（广联会）
- 海南会馆联合会（海南联会）
- 广西总会
- 三江总会

還有其他的鄉親會館位於（西马）玻璃市州、吉打州、槟城州、霹雳州、雪兰莪州、吉隆坡、森美兰州、马六甲州、柔佛州、吉兰丹州、登嘉楼州、彭亨州；（东马）沙巴州、砂拉越州。

## 華團的類別
華團的數目約有9000個，基本上可歸類成六個主要系統：
1. 馬來西亞中華大會堂總會（簡稱：華總） - 華總是一個綜合性的組織，處於核心領導地位，主要成員包括馬來西亞13州的中華大會堂或華團聯合會；
2. 馬來西亞中華工商聯合會（簡稱：商聯會） - 商聯會的主要活動範圍是工商業領域，主要的成員包括各地區的中華工商總會；
3. 馬來西亞華校董事聯合會總會（簡稱：董總）及馬來西亞華校教師會總會（簡稱：教總） - 董總和教總合稱為董教總 ，主要活動範圍是教育領域，成員包括各地區的華校董事聯合會及華校教師公會；
4. 宗鄉組織聯合會 - 包括各地區的地緣性組織聯合會及血緣性組織聯合會；
5. 學緣性組織聯合會 - 包括馬來西亞留台校友會聯合總會、馬來亞南洋大學校友會、馬來亞大學中文系畢業生協會及馬來西亞華校校友會聯合會總會等；
6. 全國性文化、青年、宗教等組織 - 包括馬來西亞華人文化協會、馬來西亞佛教青年總會（簡稱：馬佛青）、馬來西亞青年運動（簡稱：青運）、馬來西亞青年團結運動（简称青团运）、華人同鄉會館聯合會青年團（簡稱：鄉聯青）、馬來西亞佛教總會（簡稱：佛總）、[馬來西亞道教總會]]（簡稱：道總）等。

## 華團對華人社群的建設

### 代表民間與政府對話
華團除了為本身的會員提供協助之外，對於涉及華族利益的教育與經濟課題，也會適時對外發表聯合聲明，並與相關政府機構進行交流，為華族爭取最大的利益。

### 支持華文教育
華人由中國南來之初，就已經意識到教育是傳承中華文化和民族精神的重要部份，因此早在19世紀即設立私塾，後逐漸擴充為現代華文教育體系。目前儘管受到教育法令的限制，華社依然全力支持全國各地近1304所国民型華文小學、81所國民型華文中學（華中）、64所华文獨立中學，以及拉曼大學、南方學院、新紀元學院和韓江學院等四所华社民办大专。在現有的教育法令下，华文独立中学無法獲得政府單位的全面資助，華校唯有通过華團設立籌募基金會募集基金；同時對於貧窮家庭的學子，地方上的社團也設有貸學金來幫助他們深造。

### 推廣文化事業
在推廣中華文化方面，由華總主催，並由各州中華大會堂輪流主辦的全國華人文化節自1984年起舉辦，至今已邁入了第24屆，在對於其他民族推廣中華文化的貢獻有目共睹。於1985年成立的華社資料研究中心（1996年改名為華社研究中心）設有資料館以保存華社的重要資料，並且不定期出版研究書籍和舉辦座談會。各地方的社團也為會員開辦書法、繪畫、舞蹈等文藝班。

## 華團的困局
華團缺乏互動與合作，內部紛爭不斷，主要原因如下：
1. 華團數量眾多，缺乏一個足以代表全體華團的總機構，以致於華團凝聚力不足。
2. 由於部分社團的章程條文不周全，引發糾紛而對簿公堂。
3. 領導者各自理念不同，最終導致社團分裂。
4. 華團領袖為了私己的利益與政黨勾結。[1]
5. 社团及乡团长辈面临青黄不接，鲜少年轻人加入。
6. 会馆组织面临老化问题。[11]

## 另見
- 華社三大支柱
- 馬來西亞華人
- 華文源流教育
- 華基政黨
- 華商

## 外部連結
- 全國華團總名冊 （页面存档备份，存于）
- 馬來西亞華社研究中心
- 馬來西亞中華大會堂總會 （页面存档备份，存于）
- 吉隆坡暨雪兰莪中华大会堂 （页面存档备份，存于）
- 馬來西亞中華工商聯合會
- 馬來西亞華校董事聯合會總會
- 馬來西亞華校教師會總會
- 馬來西亞宗鄉青聯合總會
- 馬來西亞佛教青年總會
- 馬來西亞青年運動 （页面存档备份，存于）
- 馬來西亞青年團結運動
- 馬來西亞佛教總會
- 马来西亚雪隆会宁公会 （页面存档备份，存于）

## 引用文獻
1. 1 2 3  劉崇漢. . 孝恩文化. 2001-12-21  [2008-04-20]. （原始内容存档于2011-12-19） （中文（繁體））. （页面存档备份，存于）
2. ↑  2001年12月21日，孝恩文化《马来西亚华团组织的困局与展望》 （页面存档备份，存于）
3. ↑  北京市侨办外宣处：《发挥海外华文传媒优势宣传“新北京、新奥运”》[永久]
2005年1月12日；地平线月刊报道：林兆枢：华人社团、中文学校、华文媒体是海外华人社会三大支柱[永久]
4. ↑  董总资讯局整理.  (PDF). 董教總. 2006-01-18  [2008-04-20]. （原始内容 (PDF)存档于2008-11-20） （中文（简体））. （页面存档备份，存于）
5. ↑  . 星洲日報. 2007-11-26  [2008-04-20]. （原始内容存档于2008-09-26） （中文（繁體））. （页面存档备份，存于）
6. ↑   (PDF). 董教總. 2007-06-12  [2008-04-20]. （原始内容 (PDF)存档于2008-09-20） （中文（简体））. （页面存档备份，存于）
7. ↑  . www.jiaozong.org.my. 2024-07-10  [2025-05-12] （中文（中国大陆））.
8. ↑  . 星洲日報. 2007-10-26  [2008-04-20]. （原始内容存档于2008-09-26） （中文（繁體））. （页面存档备份，存于）
9. ↑  . 星洲日報. 2007-11-06  [2008-04-20]. （原始内容存档于2008-09-26） （中文（繁體））. （页面存档备份，存于）
10. ↑  . 星洲日報. 2007-11-28  [2008-04-20]. （原始内容存档于2008-09-26） （中文（繁體））. （页面存档备份，存于）
11. ↑  . www.huatuan.asia.   [2025-05-12] （中文（中国大陆））.